# 小行星25992
小行星25992（25992 Benjamensun）是一颗绕太阳运转的小行星，为主小行星带小行星。该小行星于2001年3月20日发现。

## 轨道参数
小行星25992的轨道半长轴为356 488 901 km，2.3829472 UA，离心率为0.181。